# Hiroshi Nakamura
Hiroshi Nakamura (1955) è un astronomo giapponese.
Hiroshi Nakamura è un astrofilo giapponese residente nella Prefettura di Kagawa. Si occupa in particolare di osservazioni di comete ed eclissi solari. Osserva da un osservatorio astronomico che si è costruito nel suo giardino . Collabora con la Variable Star Observers League in Japan con il codice Nrs .